# Maria Angela Telleria
Maria Angela Telleria, född 1799, död 1864, var en spansk gerillasoldat. Hon var medlem i den spanska gerillarörelsen under kriget mot Frankrike 1808, och gjorde sig omtalad för sina räddningsaktioner där hon befriade spanska krigsfångar ur fransk fångenskap. 